# Trường Thanh, Tế Nam
Trường Thanh (tiếng Trung: 长清区, Hán Việt: Trường Thanh khu) là một quận của địa cấp thị Tế Nam, tỉnh Sơn Đông, Cộng hòa Nhân dân Trung Hoa. Quận này có diện tích 1178 km2, dân số năm 2001 là 530.900 người. Quận Trường Thanh được chia ra các đơn vị hành chính gồm 4 nhai đạo, 5 trấn và 2 hương.